# Alfredo Ciannameo
Alfredo Ciannameo (Paola, 25 novembre 1944) è un allenatore di calcio ed ex calciatore italiano, di ruolo attaccante.

## Carriera
Inizia a giocare nel ruolo di centravanti nella società calcistica di Paola, la Paolana, con la quale debutta sedicenne in Serie D.
Notato da Paolo Mazza, viene acquistato dalla SPAL nel 1962 e schierato con la formazione De Martino. A Ferrara è stretto dagli attaccanti titolari Gianni Bui, Carlo Novelli e Carlos Cezar De Souza; inoltre nella rosa della prima squadra è presente anche l'ex nazionale tedesco Erwin Waldner. Nonostante la forte concorrenza, a seguito dell'assenza di Bui, il calabrese viene fatto esordire in Serie A dall'allenatore Serafino Montanari il 10 febbraio 1963, in tandem con Novelli, in una partita casalinga contro la Sampdoria. In quella gara il diciottenne Ciannameo segna la rete della vittoria al 32'. Nella successiva gara interna, stavolta contro il Torino ed in coppia con De Souza, Ciannameo si ripete e fissa con un gol il risultato del definitivo 2-0. Ciannameo si imporrà anche nella Nazionale Juniores, giocando tre partite con la maglia azzurra insieme a campioni come Gigi Riva e Sandro Mazzola, andando anche a segno contro Francia ed Ungheria.

Ciannameo (accosciato, secondo da sinistra) nel Catanzaro 1970-1971 promosso in Serie A

Dopo altre quattro gare senza reti, a campionato finito Mazza decide di mandare in prestito Ciannameo all'Anconitana in Serie C, per poi passare l'anno successivo in Serie B alla Pro Patria.
Rispedito in Serie C con il Carpi, Ciannameo pare aver smarrito gli iniziali propositi positivi e, a quel punto, Mazza lo cede definitivamente - nel 1966 - alla Polisportiva Trani. Al sud Ciannameo torna a far bene, in particolare con l'arrivo come allenatore, nel 1967, del suo ex compagno di squadra Sergio Cervato, e ritrova la strada del gol.
Passa poi al Brindisi, sempre in Serie C, per poi risalire nel 1970 in Serie B con il Catanzaro di Gianni Seghedoni. Nella sua Calabria l'attaccante ottiene nuovi successi e, dopo uno spareggio contro il Bari, il Catanzaro viene promosso in Serie A. Ciannameo torna dunque nella massima serie e, seppur chiuso da altri titolari, disputa altre 6 partite in Serie A, chiudendo con un pareggio in una gara interna contro la Roma - il 9 gennaio 1972 - la sua avventura in massima serie.
Passa poi alla Juve Stabia in Serie C, dove milita per due campionati, prima di chiudere, nel 1975, con il calcio giocato a livello professionistico e tentare, con minor successo, la carriera di allenatore in squadre minori del sud.
In carriera ha totalizzato complessivamente 12 presenze e 2 reti in Serie A e 44 presenze e 5 reti in Serie B.

## Palmarès

### Giocatore
- Prima Categoria: 1

Paolana: 1960-1961

### Allenatore
- Promozione: 1

Virtus Francavilla: 1985-1986